# Smolna (dopływ Widawy)
Smolna (niem. Schmollen) – rzeka o długości 27,46 km będącą prawobrzeżnym dopływem Widawy.

## Przebieg

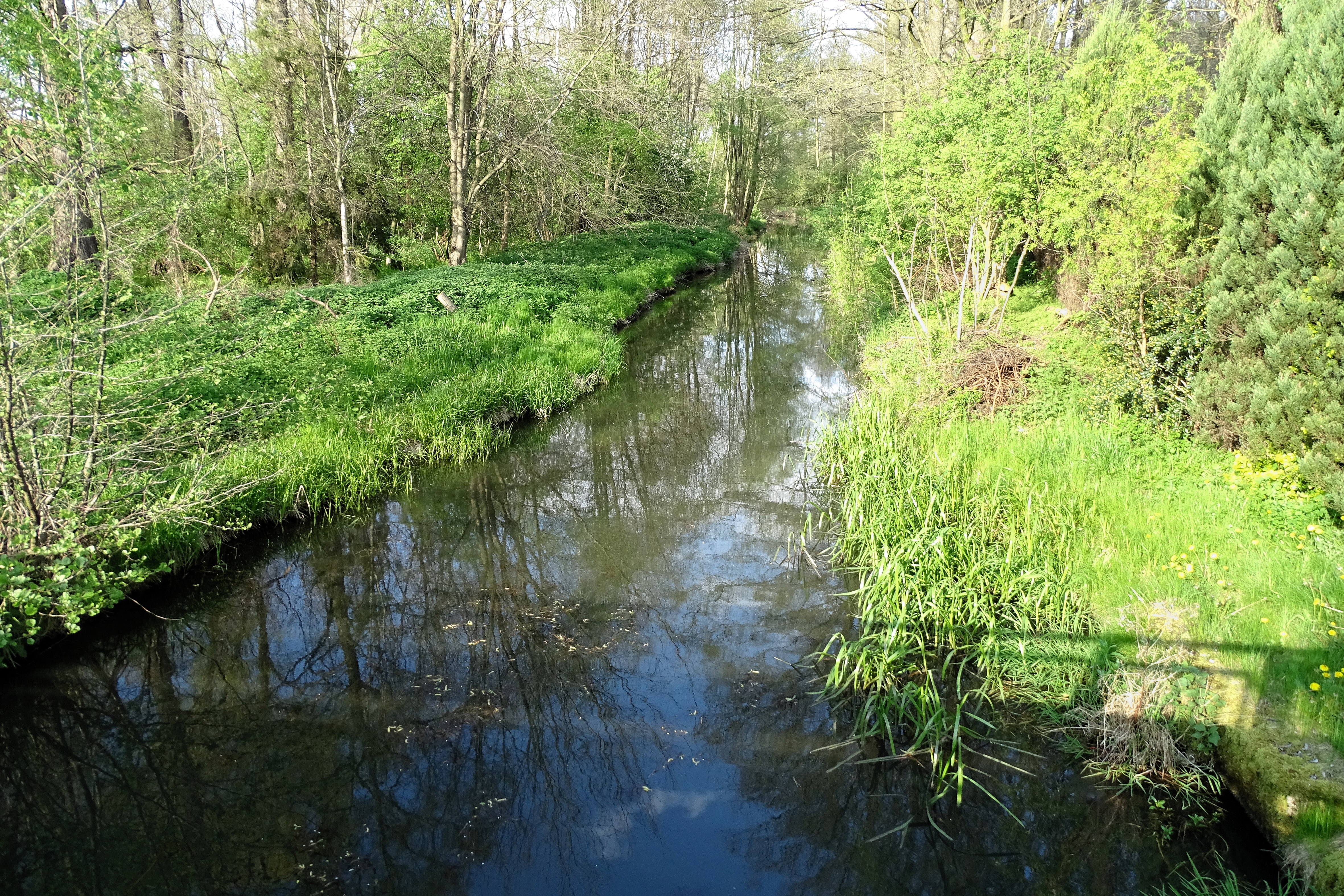
Rzeka Smolna we wsi Smolna w kwietniu 2023 roku.

Rzeka Smolna bierze swój począktek w pobliżu wsi Wabienice leżącej około 7 kilometrów na północny wschód od Bierutowa. Następnie płynie w kierunku zachodnim i po około 12 kilometrach na wysokości Solnik Wielkich przecina drogę wojewodzką nr. 451. Przez kolejne kilka kilometrów rzeka płynie częściowo zalesionym terenem mijając kolejno: Gręboszyce, Smolną i Zimnicę. Ostatnią miejscowością położoną nad Smolną jest Ligota Mała. Po minięciu Ligoty rzeka wpływa na teren rezerwatu Lasy Grędzińskie – obszaru objętego ochroną Natura 2000. Ujście Smolnej do Widawy znajduje się w pobliżu obecnie opuszczonego przysiółka Leśny Młyn na 72 kilometrze biegu rzeki.

## Opis
Smolna jest rzeką nizinną III rzędu, o długości 27,46 km lub 27,34 km i powierzchni zlewni wynoszącej 88,63 km². Rzeka posiada kilka dopływów IV i V rzędu m.in. potoki Mesznik, Sucha Rzeka i Gorzesławka, jest ponadto zasilana przez liczne rowy melioracyjne i strugi. Według danych z 2009 roku w wodach Smolnej przekroczone zostały dopuszczalne normy NH4, NO2 i Cu, co czyni rzekę środowiskiem nieprzyjaznym dla bytowania ryb karpiowatych. Wzdłuż rzeki na terenie rezerwatu Lasy Grędzińskie rozciąga się kompleks grądowy, skupiska dąbrowy oraz łąk ekstensywnych, który stanowi ostoję dla występujących w tym miejscu płazów m.in. kumaków nizinnych, rzekotek drzewnych i traszek. Rzeka Smolna podlega pod obwód rybacki rzeki Widawa nr 3, należący do koła PZW Wrocław.